# Oberzwehren
Oberzwehren ist ein südlicher Stadtteil von Kassel (Nordhessen, Deutschland).

## Geographie
Im Süden grenzt Oberzwehren an die Mittelstadt Baunatal. Prägend für das Erscheinungsbild sind zwei Berge, der Mattenberg (224,6 m ü. NN) und der Schenkelsberg (217,9 m ü. NN). Der Baunsberg auf der Seite des Baunataler Stadtteils Altenbauna liegt jenseits der Autobahn A49 und teilt an der nördlichen Grenze die Kasseler Gemarkungen Nordshausen und Oberzwehren.
Nördlich von Oberzwehren befindet sich das ausgedehnte Naturschutzgebiet der Dönche.

## Politik

### Ortsbeiratswahl
Die Wahlbeteiligung bei der Ortsbeiratswahl 2021 lag bei 28,6 %.
| Ortsbeiratswahl Oberzwehren 2021Wahlbeteiligung: 28,6 % 403020100 38,4 %27,7 %21,7 %12,2 % SPDGrüneCDUFDPGewinne und Verlusteim Vergleich zu 2016 %p 8 6 4 2 0 −2 −4 −6−2,7 %p+8,0 %p−4,1 %p−1,2 %pSPDGrüneCDUFDP |

### Wahlen im Stadtteil
| Jahr | Wahl                        | Wbt.  | AfD  | SPD  | CDU  | Linke | Grüne | BSW | FDP  | FW  | BfO  | Sonst. |
| ---- | --------------------------- | ----- | ---- | ---- | ---- | ----- | ----- | --- | ---- | --- | ---- | ------ |
| 2025 | Bundestagswahl              | 71,7  | 28,7 | 20,5 | 18,5 | 11,2  | 7,6   | 7,4 | 3,0  | 0,5 | —    | 2,6    |
| 2024 | Europawahl                  | 45,8  | 22,8 | 15,9 | 22,3 | 3,8   | 9,3   | 8,9 | 3,0  | 0,9 | —    | 13,1   |
| 2023 | Landtagswahl                | 48,6  | 31,2 | 18,5 | 25,7 | 5,1   | 9,7   | —   | 3,0  | 2,5 | —    | 4,3    |
| 2021 | Bundestagswahl              | 59,2  | 14,1 | 32,6 | 18,0 | 6,1   | 11,1  | —   | 9,8  | 1,0 | —    | 7,3    |
| 2021 | Ortsbeirat                  | 28,6  | —    | 38,4 | 21,7 | —     | 27,7  | —   | 12,2 | —   | —    | —      |
| 2021 | Stadtverordnetenversammlung | 28,5  | 11,8 | 32,2 | 20,0 | 7,0   | 18,9  | —   | 6,1  | 1,7 | —    | 2,51   |
| 2016 | Ortsbeirat                  | 31,0  | —    | 41,1 | 25,8 | —     | 19,7  | —   | 13,4 | —   | —    | —      |
| 2016 | Stadtverordnetenversammlung | 30,9  | 18,4 | 32,7 | 21,6 | 9,2   | 10,3  | —   | 4,7  | 2,1 | —    | 1,12   |
| 2011 | Ortsbeirat                  | 32,3  | —    | 44,1 | 27,3 | —     | —     | —   | 2,3  | —   | 11,3 | 15,03  |
| 2011 | Stadtverordnetenversammlung | 31,6  | —    | 40,5 | 29,5 | 6,1   | 16,5  | —   | 1,7  | 2,4 | —    | 3,44   |
| 2006 | Ortsbeirat                  | 28,6  | —    | 46,2 | 30,8 | —     | —     | —   | 2,6  | —   | 20,4 | —      |
| 2001 | Ortsbeirat                  | k. A. | —    | 41,8 | 38,7 | —     | —     | —   | 2,1  | —   | 14,5 | —      |

Fußnoten
1 2021: zusätzlich: Bienen: 1,9 %; PARTEI: 0,6 %

2 2016: zusätzlich: Piraten: 1,1 %

3 2011: zusätzlich: GLO: 15,0 %
4 2011: zusätzlich: Piraten: 2,8 %; AUF-Kassel: 0,6

## Geschichte

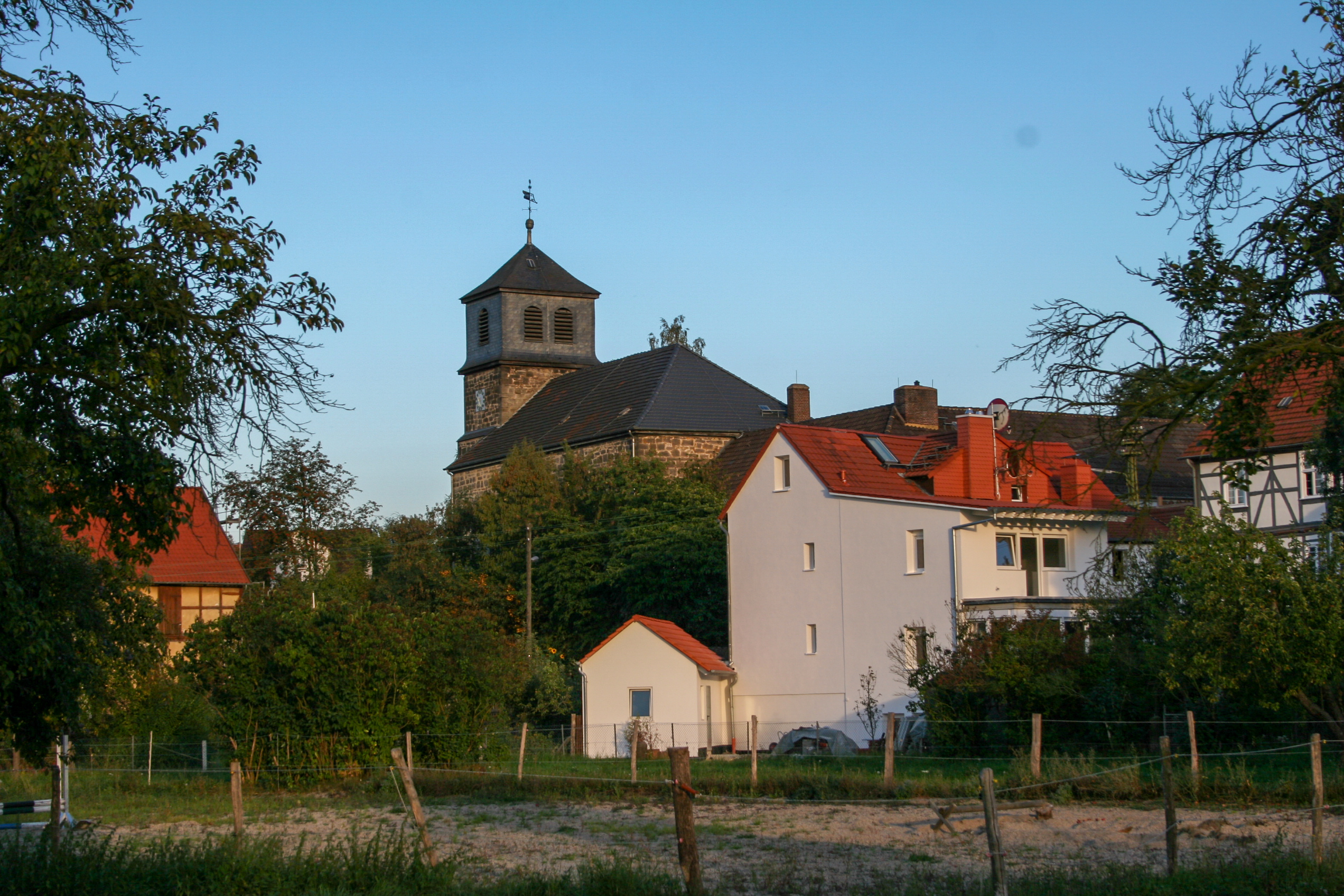
Der historische Dorfkern („s’Unnerdorf“ im Volksmund) Oberzwehrens mit der Thomaskirche (erbaut 1821)

Siedlungsspuren am Mattenberg aus der La-Tène-Kultur und Befestigungsspuren am Schenkelsberg finden sich aus einer Zeit um 400–500 v. Chr.
Schon vor dem 9. Jahrhundert bestand auf dem Gebiet des heutigen Niederzwehrens eine chattische Siedlung, aus der um 900 Oberzwehren und Nordshausen als Aussiedlerhöfe entstanden sind. Das heutige Oberzwehren trug den fränkischen Namen Dweron. Die von Norden zusiedelnden Sachsen veränderten das fränkische Dweron in Tweren.
1074 erfolgte die urkundliche Erwähnung einer Besiedelung am Mathenberg (Mattenberg). Die erste urkundliche Erwähnung Oberzwehrens findet sich 1196 in einem Schreiben des Mainzer Erzbischofs Konrad I. von Wittelsbach als Thveren Superior (Namensveränderungen ab 1311: Obern Tweren, ab 1747: Ober Zweern).
Oberzwehren wurde 1936 zusammen mit Harleshausen, Waldau, Wolfsanger, Niederzwehren und Nordshausen nach Kassel eingemeindet.
Der erste demokratisch gewählte (und gleichzeitig letzte) Bürgermeister von Oberzwehren war von 1919 bis 1934 Gottfried Trippel (SPD).

## Religion
- Kath. Kirchengemeinde (St. Nikolaus von der Flüe)
- Evang. Kirchengemeinden: Thomaskirche, Stephanuskirche
- Baptistengemeinde
- Russlanddeutsche Baptistengemeinde
- muslimische Gemeinden (unter anderem der DITIB) mit dem Moscheenneubau am Heisebach

## Schulen und Hochschule
In Oberzwehren gibt es zwei Grundschulen und eine Gesamtschule, die Georg-August-Zinn-Schule (Europaschule) sowie das Gymnasium des Landkreises Kassel, die Georg-Christoph-Lichtenberg-Schule.
In der Heinrich-Plett-Straße befindet sich das AVZ (Allgemeines Verfügungszentrum – ursprünglich: Aufbau- und Verfügungszentrum) als naturwissenschaftlicher Standort der Universität Kassel auf dem Gelände der ehemaligen Pomologischen Institute. Gleich benachbart liegen die Gartenbauschulen der Kasseler Werkstätten.

## Stadtteilleben
Größere Wohnsiedlungen sind die Keilsbergsiedlung, die Mattenbergsiedlung und der Brückenhof. Der Ortskern befindet sich aber dennoch entlang der Altenbaunaer Straße, die den Ort von der Schnellbahnbrücke kommend in Richtung Baunatal durchquert. An den Ausläufern des Baunsbergs befinden sich die Eigenheimsiedlungen am Schenkelsberg und die mit dem Bau des Henschel-Flugzeugmotorenwerks in Altenbauna in den 1930er Jahren errichtete Mattenbergsiedlung. Die Siedlung hat ein eigenes kleines Zentrum mit Cafés und Geschäften. Die Verlagerung der Lebensmittelgeschäfte aus dem Ortskern an die Kronenackerstraße hat das Zusammenleben im Stadtteil auseinandergezogen und Leerstand gebracht. Das Siedlungszentrum an der Heinrich-Plett-Straße im benachbarten Brückenhof ist im vergangenen Jahr abgerissen worden. Der Neubau der Mevlana Moschee am Fuß des Mattenbergs folgte einer langen Diskussion über den geeigneten Standort innerhalb des Stadtgebiets von Kassel.
Der Verein TSV 1891 Oberzwehren ist hier angesiedelt.
Zum musikalischen Stadtteilleben tragen der Gesangverein Oberzwehren 1863 e. V. und das Blasorchester des TSV 91 Oberzwehren bei.
Weiterhin gibt es die Freiwillige Feuerwehr Kassel-Oberzwehren mit Jugendfeuerwehr.
Im Sommer findet seit 1976 alljährlich das „Bergfest“ auf dem Schenkelsberg statt. Seit 2006 findet es als „Dorfplatzfest“ in der Ortsmitte von Oberzwehren am Gemeinschaftshaus in der Altenbaunaer Straße statt.

## Verkehr
Die wichtigste Straßenbahnhaltestelle ist Oberzwehren Mitte. Dort treffen die Linien in Richtung Baunatal und in die Innenstadt (über Süsterfeld-Wilhelmshöhe und die Frankfurter Straße) zusammen.
Der Haltepunkt Kassel-Oberzwehren wird von den NVV-Regionalverkehrslinien RB38, RB39 und RT5 bedient.
| Linie | Verlauf | Takt                                       | Betreiber              |
| ----- | --- | ------------------------------------------ | ---------------------- |
| RB38  | Kassel Hbf – Kassel-Wilhelmshöhe – Kassel-Oberzwehren – Baunatal-Rengershausen – Baunatal-Guntershausen – Edermünde-Grifte – Felsberg-Wolfershausen – Felsberg-Altenbrunslar – Felsberg-Gensungen – Wabern (Bz Kassel) – Singlis – Borken (Hess) – Zimmersrode – Schlierbach (Kr Schwalm-Eder) – Treysa Stand: Fahrplanwechsel Dezember 2021                                                                   | einzelne Fahrten zur HVZ                   | DB Kurhessenbahn       |
| RB39  | Kassel Hbf – Kassel-Wilhelmshöhe – Kassel-Oberzwehren – Baunatal-Rengershausen – Baunatal-Guntershausen – Edermünde-Grifte – Felsberg-Wolfershausen – Felsberg-Altenbrunslar – Felsberg-Gensungen – Wabern (Bz Kassel) – Zennern – Fritzlar – Ungedanken – Mandern – Wega – Bad Wildungen Stand: Fahrplanwechsel Dezember 2024                                                                                 | 120 min (mit Lücken)                       | DB Kurhessenbahn       |
| RT5   | Melsungen – Melsungen Bartenwetzerbrücke – Melsungen-Schwarzenberg – Melsungen-Röhrenfurth – Körle – Guxhagen – Baunatal-Guntershausen – Baunatal-Rengershausen – Kassel-Oberzwehren – Kassel-Wilhelmshöhe – Kassel Hbf (tief) – Scheidemannplatz – Wilhelmsstraße/Stadtmuseum – Rathaus/Fünffensterstraße – Am Weinberg – Heinrich-Heine-Straße/Universität – Auestadion Stand: Fahrplanwechsel Dezember 2023 | 30 min (werktags) 60 min (sonn-/feiertags) | RegioTram Gesellschaft |

Auf dem Kreuzungsbauwerk Oberzwehren unterquert die Schnellfahrstrecke Hannover–Würzburg die Main-Weser-Bahn.